# Agenda de baile
Agenda de baile es el decimoctavo álbum de estudio del cantautor español Camilo Sesto. Fue realizado y producido por él mismo, y lanzado al mercado por RCA Ariola (Nuevo nombre de su disquera) el 26 de agosto de 1986. Llegó a los primeros puestos en Latinoamérica y España. Destacan los temas, “Me Lo Estas Poniendo Difícil”, “Ponle Precio A Tu Amor” y “Quererte A Ti”. Un detalle particular de este Disco es que la melodía final de cada canción "empalma" con la melodía inicial de la canción siguiente, como si todas las canciones formaran parte de una misma pieza musical.

## Antecedentes
Interpreta un cover; la canción francesa "México" originalmente conocida por el cantante de operetas Luis Mariano en los años 1951 y 1957. 
El sencillo "Más Allá" lo entona tanto recitado como cantado y el sencillo "Soledad en Soledad" es una nueva versión de su single "Soledad" anteriormente editada en 1973. 
También incluye el dueto “Amor Brujo” con Lisa Ball. 
Fue el último álbum que Camilo editó en la década de los 80, dando lugar a su receso de 5 años en la música.

## Lista de canciones
Todas las canciones compuestas por Camilo Blanes, excepto donde se indica.
1. "Me lo estás poniendo difícil" - 3:35
2. "Precisamente tú" - 2:43
3. "Por qué me tratas así" - 2:53
4. "Ponle precio a tu amor" - 3:07
5. "Quererte a ti" - 3:57
6. "México" - 3:52 (R. Vincy/Francis López/Adap.: Luis Mariano/Arozamena/A. García Segura)
7. "Más allá" - 2:18
8. "Soledad en soledad" - 3:23
9. "No hay edad" - 3:08
10. "Amor brujo" - 3:34 (con Lisa Ball)

- Correspondiente a la reedición en CD publicada en 2000 por BMG Chile.

## Personal[1][2]
- René de Coupaud Villarrubia - Piano y sintetizadores.
- Pepe Robles, Joaquín Torres - Guitarras
- Joaquín Torres - Bajo
- Progresos en Aparatos de Distintas Marcas - Batería y percusión.
- Camilo Blanes, José Morato, Andrea Bronston, Javier Losada - Coros
- Joaquín Torres, Álvaro Corsanego - ingeniería de sonido
- Camilo Blanes - Ideas mías
- René de Coupaud Villarrubia, JoaquínTorres - Arreglos verdaderos sobre mis ideas y canciones

- Camilo Sesto - Producción
- Lou Power - Fotografía
- Máximo Raso - Diseño gráfico